# Guerra Civil de Moçambic
La Guerra Civil de Moçambic va ser un conflicte armat intern en Moçambic que va començar en 1977, dos anys després del final de la guerra d'independència de Moçambic. La Resistència Nacional de Moçambic (RENAMO) s'oposava violentament al partit governant, el Front d'Alliberament de Moçambic (FRELIMO). El Renamo va ser finançat per Rhodèsia i posteriorment per Sud-àfrica. Les seqüeles d'aquest enfrontament van ser més de 900.000 morts en combats i per inanició, cinc milions de civils van ser desplaçats, molts d'ells van perdre membres del cos per amputació a causa de les mines, un llegat d'aquesta guerra que continua plagant Moçambic.

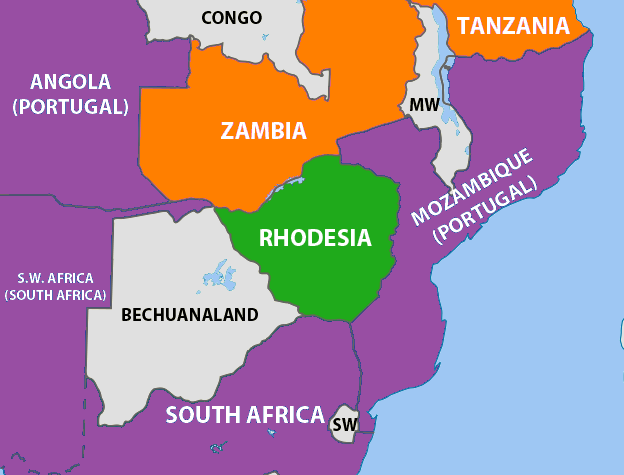
La situació geopolítica de Rhodèsia en 1965. Rhodèsia en color verd i els països amics (Sud-àfrica i Portugal) en blau.

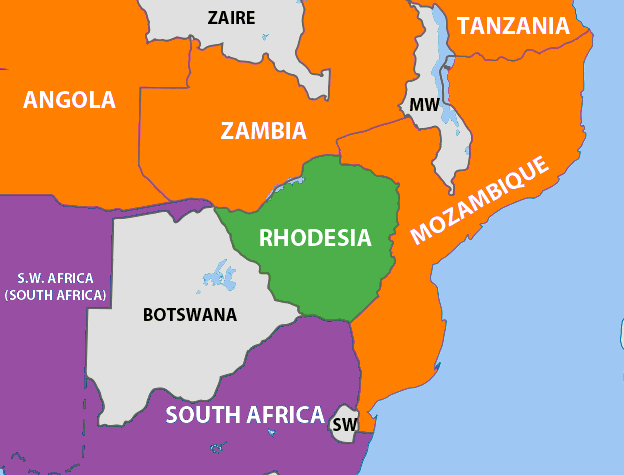
La situació geopolítica de Rhodèsia després de la independència d'Angola i Moçambic en 1975. Rhodesia en verd, els nacions amigues de les guerrilles nacionalistes en vermell, i Sud-àfrica i l'actual Namíbia) en blau.

## Independència
La resistència moçambiquesa va començar a aparèixer quan alguns grups van començar a culpar les autoritats portugueses de segles d'explotació, opressió i abandó. Després, una onada de moviments independentistes reeixits a altres territoris d'Àfrica, els poders de la Guerra Freda i la comunitat internacional van començar a suggerir que Portugal havia de deixar aquests territoris d'Àfrica. El sentiment nacionalista d'independència de Moçambic es va desenvolupar i el 25 de juny de 1962 diversos grups polítics moçambiquesos anti-portuguesos van formar el Front d'Alliberament de Moçambic (FRELIMO) a Dar es Salaam, Tanzània.
El primer president de Frelimo va ser Eduardo Mondlane, i el seu primer objectiu va ser forjar una base insurgent a l'estranger que, efectivament, pogués canviar el règim de la colònia. Col·laboradors privats anònims, molts d'ells amics de Mondlane, van finançar o van assegurar diners per la continuïtat de FRELIMO, la seva publicitat, els seus projectes educatius, mentre, en encobert, portaven equipament militar de Algèria, la Unió Soviètica i República Popular de la Xina.
El 25 de setembre de 1964, els soldats de Frelimo, amb suport logístic de la població propera, van atacar el lloc administratiu de Chai, a la província de Cabo Delgado. Aquest assalt va marcar el començament del combat armat contra el règim colonial portuguès. Els militants de Frelimo van ser capaços d'evitar la cerca i vigilància usant la clàssica tàctica de guerriles: emboscades, sabotatge de comunicacions i carreteres importants, fent ataquis llampecs contra llocs avançats. Des del començament de la guerra, Frelimo tenia l'esperança d'una victòria militar; la seva esperança era d'una guerra de desgast per obligar una independència negociada amb Lisboa. Portugal va combatre per la seva pròpia guerra perllongada. Si els militars havien tingut èxit amb una despesa i un nombre de víctimes mínim, la guerra podria haver romàs indecisa durant molt més temps fins a la dissolució de Frelimo. En els primers anys dels setanta, l'operació Nus Gordià i les campanyes portugueses següents van ser èxits militars rotunds i van destrossar les forces de la guerrilla i les bases de suport al territori. Però el cost en víctimes i diners era excessiu per a Lisboa; l'exèrcit portuguès mai va ser destruït sobre el camp de batalla, encara que alguns dels seus oficials fossin convertits a la ideologia comunista del Frelimo.
El 25 d'abril de 1974, les autoritats del règim de l'Estat Nou havien estat enderrocades a Lisboa, un moviment que va ser recolzat per nombrosos treballadors i camperols portuguesos. El Moviment de les Forces Armades a Portugal va prometre la tornada a les llibertats civils i un final a la lluita en totes les colònies (o províncies d'ultramar). Aquesta ràpida cadena de successos que va tenir lloc a Portugal va agafar a Frelimo (que havia suposat una llarga guerra de guerrilles) de sorpresa. Això va originar una ràpida resposta a la nova situació i el 7 de setembre de 1974, van aconseguir un acord del Moviment de Forces Armades, en el qual es transferiria el poder al Frelimo en un any. Quan això va ser conegut pel públic, uns 370.000 portuguesos van abandonar el nou país independent i, com a resultat d'aquest èxode, l'economia i l'organització social de Moçambic es va col·lapsar. El 25 de juny de 1975, Moçambic va obtenir la independència de Portugal, amb Samora Machel com a cap d'Estat.
Un parell d'anys després, els rebels moçambiquesos de RENAMO, armats i ajudats per Sud-àfrica, van començar a combatre contra el govern marxista del Frelimo. Mentre, aquest últim va organitzar les noves Forces Armades de Moçambic (FAM) amb els seus antics combatents i oficials de la guerra d'independència.

## Curs de la Guerra

### Esclat
De 1976 a 1977 van entrar en repetides ocasions les tropes rhodesianes a Moçambic per tal de dur a terme operacions contra les bases del ZANLA (Exèrcit d'Alliberament Nacional Africà de Zimbabwe), tolerades al territori de Moçambic pel govern del FRELIMO. Durant un d'aquests atacs, les forces de Rhodèsia alliberaren d'un camp de reeducació l'ex oficial del FRELIMO André Matsangaissa. Se li va donar entrenament militar i fou nomenat líder de RENAMO, que havia estat fundada pels serveis secrets de Rhodèsia poc abans. Va ser creat a Salisbury (Rhodèsia) sota els auspicis de Ken Flower, cap de la CIO Rhodesiana, i Orlando Christina, un ex policia secreta portuguès amb una llarga experiència a l'Àfrica. Posteriorment la RENAO va començar a operar a la zona de Gorongosa la zona per tal de lluitar contra el FRELIMO i ZANLA. No obstant això, el 1979, va morir Matsangaissa en el primer atac de la RENAMO al centre regional (Vila Paiva), i la RENAMO va ser expulsat de la zona. Posteriorment Afonso Dhlakama es va convertir en el nou líder de RENAMO i van formar en un exèrcit guerriller eficaç.

### Estratègies i operacions de la RENAMO
Després d'haver lluitat contra els portuguesos utilitzant estratègies de guerrilla, el FRELIMO es veu obligat a defensar-se contra els mateixos mètodes. Havia de defensar vastes àrees i centenars de llocs, mentre que la RENAMO operava en unes poques àrees remotes, portant incursions contra ciutats i infraestructures important. D'altra banda, la RENAMO sistemàticament obligava als civils a treballar per a ells. Això es feia mitjançant el segrest massiu, especialment dels nens per tal d'usar-los com a soldats. S'estima que un terç de les forces de la RENAMO consistia en nens soldats. Però les persones segrestades també havien de servir RENAMO en les funcions administratives o de servei públic a les zones que controlava. Una altra forma d'utilitzar civils amb fins militars va ser l'anomenat sistema de "Gandira". Aquest sistema afectava especialment la població rural en zones controlades per la RENAMO, obligant-los a complir tres tasques principals: 1) produir aliments per a la RENAMO, 2) transport de mercaderies i municions, 3) en el cas de les dones, serveix d'esclaves sexuals.
Ambdues parts van aprofitar en gran manera l'ús de mines terrestres; elFRELIMO com a mitjà per defensar infraestructures importants, la RENAMO per tal de terroritzar la població, estancar l'economia i destruir els serveis públics, camins miners, escoles i centres de salut.
Per tant, malgrat de ser molt superiors en nombre, el FRELIMO no va poder defensar adequadament ni tan sols les ciutats més importants. A mitjans de la dècada de 1980, el FRELIMO havia perdut el control de gran part del camp. La RENAMO va ser capaç de dur a terme batudes arreu del país, excepte a les principals ciutats. El transport s'havia convertit en un negoci perillós. Fins i tot els combois armats no estaven fora de perill dels atacs de la RENAMO.

### Estratègies i operacions del FRELIMO
El FRELIMO va reaccionar reutilitzant un sistema introduït per primera vegada pels portuguesos: la creació de llogarets comunals fortificats anomenats "aldeamentos", on es va traslladar gran part de la població rural. D'altra banda, per tal de mantenir un nivell mínim d'infraestructura de treball, es van establir tres corredors fortament custodiats i minats formats de carreteres, ferrocarrils i subministrament d'electricitat: la frontera, el Tete i els corredors del Limpopo.

### Suport i intervenció estrangera
El FRELIMO va rebre inicialment l'ajuda militar i el desenvolupament substancial de la Unió Soviètica i més tard, a més de França, el Regne Unit i els EUA. Als EUA, els cercles conservadors va pressionar pel suport a la RENAMO, però s'hi oposà pel Departament d'Estat, que finalment va imposar el seu criteri després de documentar informes sobre la brutalitat de la RENAMO. La RENAMO va rebre el suport militar de Rhodèsia, Sud-àfrica i Kenya, així com el suport organitzatiu de l'Alemanya Occidental. Hastings Banda, el president de Malawi, va donar suport tant FRELIMO com RENAMO. Va usar els Joves Pioners de Malawi per donar suport a la RENAMO mentre que les forces armades donaven suport al govern del FRELIMO per defensar els interessos de Malawi a Moçambic.
El 1982 un ZImbabwe sense sortida al mar va intervenir directament en la guerra civil amb la finalitat d'assegurar els seus mitjans de transport, aturar les incursions transfrontereres de la RENAMO i ajudar el seu vell aliat FRELIMO. L'ajuda de Zimbabwe va ser crucial per a la defensa dels passadissos. Més tard Zimbabwe es va comprometre a més, duent a terme diverses operacions conjuntes amb el FRELIMO contra les fortaleses de la RENAMO. Així la RENAMO va haver de renunciar als seus campaments base en l'àrea de Gorongosa. Tanzània també va enviar tropes per donar suport al FRELIMO.
Després de la caiguda del govern d'Ian Smith a Rhodèsia, Sud-àfrica es va convertir en principal suport de la RENAMO. Malawi va ser utilitzat com un conducte per a l'ajuda de Sud-àfrica per arribar a la RENAMO. L'administració del FRELIMO, encapçalat pel president Machel, va ser econòmicament arruïnat per la guerra civil. L'entesa militar i diplomàtica amb la Unió Soviètica no podia alleujar la misèria econòmica i la fam de la nació. Com a resultat, un Machel reticent va signar un pacte de no-agressió amb Sud-àfrica, conegut com l'acord de Nkomati. A canvi, Pretòria va prometre tallar l'ajuda econòmica a canvi del compromís de FRELIMO per evitar que el Congrés Nacional Africà usés Moçambic com un santuari per a prosseguir la seva campanya per enderrocar govern de la minoria blanca a Sud-àfrica. Després d'un cotxe bomba el maig de 1983 a Pretòria, les tropes sud-africanes van atacar bases sospitosos de l'ANC a Maputo. A l'octubre van atacar la capital per segona vegada, atacant un edifici d'oficines que afirmaven que havia estat utilitzat per l'organització. Amb l'economia en ruïnes, Machel es va veure obligat a reduir algunes de les polítiques socialistes; en una visita a Europa occidental en aquest mateix mes va acordar pactes militars i econòmics amb Portugal, França i el Regne Unit. També va abandonar la idea de l'agricultura col·lectiva, i com a resultat la Unió Soviètica va suspendre tota l'ajuda a Moçambic. El volum de suport directe del govern de Sud-àfrica a la RENAMO va disminuir després de l'acord Nkomati, però els documents descoberts durant la presa de la seu de la RENAMO a Gorongosa al centre de Moçambic l'agost de 1985 va revelar que continuaven les comunicacions i el suport militar de Sud-àfrica a la RENAMO. El FRELIMO, per la seva banda, va acceptar parcialment compromisos per expulsar diversos membres de l'ANC del seu territori.

### Estancament militar
A finals de la dècada de 1980 cap dels dos bàndols va ser capaç de guanyar la guerra per mitjans militars. La pressió militar sobre la RENAMO no havia donat lloc a la seva derrota. Tot i ser incapaços de capturar cap de les grans ciutats, encara era capaç de terroritzar les zones rurals. FRELIMO controlava les zones urbanes i els passadissos, però va ser incapaç de protegir el camp dels esquadrons de la RENAMO. El FRELIMO també va ser incapaç d'encerclar la RENAMO i forçar-la an un enfrontament directe a gran escala.
El 19 d'octubre de 1986, el president de Moçambic, Samora Machel va morir quan el seu avió presidencial es va estavellar prop de la frontera amb Sud-àfrica. Una investigació internacional va determinar que el succés va ser causat per errors comesos per la tripulació de vol, una conclusió que no és universalment acceptada. El successor de Machel va ser Joaquim Chissano, qui havia servit com a ministre d'afers exteriors des de 1975 fins a la mort de Machel. Chissano va continuar amb la política de Machel d'expandir els llaços internacionals de Moçambic, particularment amb països occidentals, i realitzar reformes internes.
Durant la guerra, centenars de milers de persones van morir de fam. La fam era atribuïble a les polítiques tant de la RENAMO com de la FRELIMO.

## Crims de guerra i crims contra la humanitat

### RENAMO
La RENAMO va cometre sistemàticament crims de guerra i contra la humanitat com a part de la seva estratègia de desestabilització. Aquests inclouen assassinat en massa, violació i mutilació de no combatents durant les incursions terroristes als pobles i ciutats, l'ús de nens soldats i l'ocupació del sistema de Gandira, basada en el treball forçat i la violència sexual. Sovint les dones eren capturades mentre eren als camps, a continuació eren violades com a mitjà per elevar la moral de la tropa. Gandira va causar una fam generalitzada entre la població rural a causa del poc temps que els deixava per a produir els seus propis aliments. Això va fer més i més persones fossin físicament incapaces de suportar les llargues marxes de transport que els exigien. Negar-se a participar en Gandira o retardar-se en les marxes provocava pallisses greus i amb freqüència l'execució. Els intents de fuga també eren castigats severament. Una pràctica particularment horrible va ser la mutilació i assassinat de nens abandonats pels pares que havien fugit.
Els crims de la RENAMO van atreure l'atenció del públic d'arreu del món quan soldats de la RENAMO assassinaren 424 civils, inclosos els pacients d'un hospital, amb armes de foc i matxets durant una incursió a la localitat rural de Homoine. Aquest incident va provocar una investigació sobre els mètodes de la RENAMO pel consultor del Departament d'Estat dels Estats Units,t Robert Gersony, que va posar fi a les ambicions conservadores per al suport del govern dels Estats Units a la RENAMO. L'informe va concloure que les accions de la RENAMO a Homoine no van diferir significativament de les tàctiques que normalment emprava en aquest tipus d'atacs. Aquests mètodes es descriuen en l'informe de la següent manera:
| « | S'ha informat de vegades que la fase d'atac que va començar amb el que semblava als habitants ser els trets indiscriminats d'armes automàtiques per una força substancial de combatents de la RENAMO. […] Segons s'informa els soldats del Govern dirigiren el seu foc defensiu als atacants, mentre que les forces de la RENAMO dispararen indiscriminadament contra el poble. En alguns casos els refugiats percebien que la força atacant s'havia dividit en tres destacaments: una portava a terme l'atac militar; una altra entrava a les cases i arrabassava objectes de valor, principalment peces de vestir, ràdios, aliments, olles i altres possessions; una tercera es movia a través de les cases saquejades amb peces de palla ardent cremant les cases al poble. Hi ha diversos informes que les escoles i centres de salut són objectius típics per a la destrucció. La destrucció del llogaret com una entitat viable sembla el principal objectiu d'aquest tipus d'atacs. Aquests tipus d'atacs causen diversos tipus de baixes civils. Com és normal en la guerra de guerrilles, alguns civils moren en un foc creuat entre les dues forces oposades, encara que això tendeix a la vista dels refugiats, que constitueixen només una minoria de les morts. Es va informar d'un nombre més gran de civils en aquests atacs i altres contextos que són víctimes de morts intencionals d'assassinats i execucions, a destralades, ganivetades, amb la baioneta, cremats, ofegament forçat i l'asfíxia, i altres formes d'assassinat on no hi ha resistència significativa o la defensa és present. Les declaracions de testimonis indiquen que quan moren civils en aquests atacs indiscriminats, ja sigui contra els pobles defensats o no defensats, els nens, sovint juntament amb les mares i persones d'edat avançada, també són assassinats. Es va informar d'un nombre variable de víctimes civils detingudes i segrestades a cada atac [...]. | » |

Així doncs, sembla que l'única diferència entre la matança de Homoine i els mètodes habituals de la RENAMO va ser la mida de l'operació. Normalment la RENAMO triava objectius més petits, més fàcils en lloc d'atacar una ciutat defensada per uns 90 soldats del govern.
Segons l'Informe Gersony, les transgressions de la RENAMO van ser molt més sistemàtiques, generalitzades i greus que les del FRELIMO: els refugiats entrevistats per l'Informe Gersony atribueixen el 94% dels homicidis, el 94% dels segrestos i el 93% dels saquejos a la RENAMO. Tanmateix aquesta conclusió ha estat qüestionada per l'acadèmic marxista francès Michel Cahen, qui afirma que les dues parts eren igualment culpables:
| « | no hi pot haver cap dubte que la guerra era en gran mesura una lluita contra els civils ... també estic convençut que la guerra era igual de salvatge en ambdós costats, fins i tot si el domini total dels mitjans de comunicació pel FRELIMO durant els 15 anys de guerra ha portat fins i tot als més desitjosos de romandre objectius d'atribuir la majoria de les atrocitats a la RENAMO. El poble en si no van ser enganyat:. Atribuïen diversos actes de vandalisme i certes massacres a "RENAMO 1", però altres a "RENAMO 2", el terme eufemístic per als soldats i milicians del Frelimo que actuaven pel seu compte. | » |

Rudolph Rummel estimà el democidi dels rebels de la RENAMO entre 1975 i 1987 que seria d'almenys 125.000 morts.

### FRELIMO
Els soldats del Frelimo també van cometre greus crims de guerra durant la guerra civil. Igual que la RENAMO, el FRELIMO va obligar a la gent a la treballar i a viure en els llogarets comunals. No obstant això, en algunes àrees les normes culturals requerien viure en llars a certa distància unes de les altres. Per tant, moltes persones preferien viure al camp tot i el risc d'assalts de la RENAMO. Així, les persones sovint es veien obligades pels soldats de Moçambic o de Zimbabwe a anar al llogarets comunals a punta de pistola. Com recorden els locals: 
| « | Mai vaig voler deixar la meva antiga residència i anar al llogaret comunal. Fins i tot amb la guerra, volia quedar-me on tenia la meva terra i graners. Des de feia molt de temps, mai vam viure amb tanta gent en un mateix lloc. Tothom havia de viure en el seu propi pati. Els Komeredes [soldats de Zimbabwe] van venir a casa meva i em va dir que havia de sortir de casa i anar al llogaret comunal on hi havia una gran quantitat de persones. Vaig tractar de rebutjar i després van calar foc la meva casa, els meus graners, i els meus camps. Em van amenaçar de mort i ens van dir a mi i a la meva família anessim endavant. Dins del llogaret comunal vivíem com a porcs. Era com un pati per als porcs. Hi havia tantes persones vivint a prop uns dels altres. Si algú es ficava al llit amb la seva dona tothom podia escoltar el que estaven fent. Quan anavem als camps o als cementiris per enterrar els morts, els soldats venien darrere i davant nostre. Quan les dones anaven al riu a rentar-se, els soldats també hi anaven i generalment veien les nostres dones nues. Tot era una vergonya completa dins d'aquest corral. Generalment el menjar depenia de l'ajuda humanitària, però mai sabiem quan arribaria. Va ser terrible; és per això que moltes persones intentaven fugir del llogaret comunal cap a les seves antigues residències on hi eren els soldats de la RENAMO, tot i que també allí era terrible. | » |

La violació era també una pràctica molt estesa entre els soldats del FRELIMO. No obstant això va ser molt menys freqüent i no tenia la qualitat institucional de la violència sexual duta a terme per la RENAMO.
Tot i l'escala massiva i la manera organitzada en la que els crims de guerra i contra la humanitat s'han comès durant la guerra civil de Moçambic, fins al moment cap comandant de la RENAMO o del FRELIMO ha comparegut davant un tribunal de crims de guerra de qualsevol tipus. Això es deu a la llei d'amnistia general incondicional per al període comprès entre 1976-1992 aprovada pel Parlament (llavors encara compost en la seva totalitat dels membres del Frelimo) el 1992. En lloc de rebre la justícia, s'insta a les víctimes a oblidar.
Com a part de les mesures repressives que van seguir la independència, el FRELIMO va introduir "centres de reeducació" en què van ser empresonats delinqüents comuns, opositors polítics, i elements suposadament antisocials com ara prostitutes, sovint sense judici. Aquests foren descrits més endavant pels observadors estrangers com a "centres infames de tortura i de mort." S'estima que 30.000 presos van morir en aquests camps. El govern central també va executar desenes de milers de persones en tractar d'estendre el seu control arreu del país. Rudolph Rummel estimà el democidi del govern del FRELIMO entre 1975 i 1987 entre 83,000 i 250,000 morts, amb una mitjana estimada de 118.000.

## Conseqüències

### Transició a la pau
En 1990, amb la fi de la guerra freda, i l'apartheid esfondrant-se a Sud-àfrica, els suports a Renamo es van esgotar a Sud-àfrica i els Estats Units, i es van mantenir les primeres converses directes entre els governs de Frelimo i Renamo. La constitució modificada pel Frelimo al juliol de 1989 va preparar el terreny per a un sistema multipartidista i al novembre de 1990 es va adoptar una nova constitució. Ara, Moçambic era un estat multipartidista, amb eleccions periòdiques i drets democràtics garantits.
El 4 d'octubre de 1992 es negociaren els acords de pau de Roma per la Comunitat de Sant Egidi amb el suport de les Nacions Unides, que foren sitnats a Roma entre el President Chissano i el líder de RENAMO, Afonso Dhlakama, i entraren en vigor formalment el 15 d'octubre de 1992. Una força de pau de l'ONU (ONUMOZ) de 7.500 efectius va arribar a Moçambic i va supervisar una transició de dos anys cap a la democràcia. També van entrar al país 2.400 observadors internacionals per supervisar les eleccions celebrades els dies 27-28 d'octubre de 1994. Els últims contingents ONUMOZ van amrxar a principis de 1995. Per llavors, la guerra civil de Moçambic havia causat prop d'un milió de morts i desplaçat fora a més de cinc milions de refugiats d'una la població total aleshores de ca. 13-15 milions.

### Mines terrestres
HALO Trust, un grup de desminadors finançat pels EUA i el Regne Unit, va començar a operar a Moçambic el 1993, contractant mà d'obra local per eliminar les mines terrestres disseminades arreu del país. Quatre treballadors d'HALO van morir en l'esforç posterior per lliurar a Moçambic de mines terrestres, que van continuar causar diversos centenars de civils ferits i morts a l'any en els anys posteriors a la guerra. Al setembre de 2015, el país va ser finalment declarat lliure de mines terrestres, amb la detonació intencional de l'últim dispositiu conegut com a part d'una cerimònia.

### Ressorgiment de la violència des de 2013
A mitjan 2013, després de més de vint anys de pau, la RENAMO renovar la insurgència, principalment a les regions del centre i nord del país. El 5 de setembre de 2014, l'expresident Armando Guebuza i el líder de RENAMO, Afonso Dhlakama, van signar l'Acord de Cessació d'hostilitats, que aturava les hostilitats militars i va permetre a les dues parts concentrar-se en les eleccions generals que se celebrarien a l'octubre de 2014. No obstant això, després de les eleccions generals va sorgir una nova crisi política i el país sembla una vegada més a la vora d'un conflicte violent. La RENAMO no reconeix la validesa dels resultats de les eleccions, i exigeix el control de les sis províncies (Nampula, Niassa, Tete, Zambezia, Sofala, i Manica) en les que afirmen haver obtingut la majoria.